# 대치법 (통계학)
대치법은 결측치가 많은 결측자료가 있을 때 표준이나, 대표성이 있는 다른 데이터를 활용하여 대체 될 수 있는 값들로 계산하여 입력 하는 과정을 일컫는다. 이것은 데이터 분석을 할때, 컴퓨터 프로그램이 죽거나, 치우침을 주는 분석의 오류를 최대한 줄이기 위해, 일종의 가짜 데이터를 산술적으로 집어 넣은 것을 뜻한다. 
특히, 게놈연구 분야에서는, 유전자 서열들중에서 해독이 잘 안되어 빠져 있는 경우, 유전자 변이로 처리를 하기가 어렵기 때문에, 일반적으로 많은 대치법을 적용하게 된다.

## 같이 보기
- 부트스트랩 (통계학)
- 중도절단
- 기댓값 최대화 알고리즘
- 보간법